# Milford (Maine)
Milford è un comune degli Stati Uniti d'America, situato nello Stato del Maine, nella contea di Penobscot.